# SS General von Steuben
SS General von Steuben var et tysk luksusdampskib (Steam Ship) der tidligere hed ”München”.
Dampskibet blev i 1930 omdøbt til ”SS General von Steuben” og i 1938 blev navnet forkortet til ”Steuben”.
Skibet blev oprindelig opkaldt efter Friedrich Wilhelm von Steuben.
I 1944 blev hun tvunget til at være troppetransportskib, der sendte tyske soldater til baltiske havne og returnerede til Kiel med sårede soldater.
Skibet blev sænket 10. februar 1945 af den sovjetiske ubåd S-13.Mindst 3000 omkom, og få hundrede blev reddet.